# 私の青空
『私の青空』（わたしのあおぞら）は、2000年度前期放送のNHK「連続テレビ小説」第62作で、2000年4月3日から9月30日まで放送されたテレビドラマ。田畑智子と篠田拓馬のダブル主演。連続テレビ小説において初めて続編が放送された。

## 概要
『連続テレビ小説』で初めてシングルマザーを題材としたことでも話題になった。脚本は内舘牧子。
1999年にヒロインオーディションが行われ、2504人の応募から田畑智子に決定した。
2000年の平均視聴率は24.1%、最高視聴率は28.3%（ビデオリサーチ調べ、関東地区・世帯）。
視聴者の反響が高く、また主演の田畑が熱心に続編を希望したことが叶い、2002年4月1日から5月27日に『連続テレビ小説』としては初めて続編『私の青空2002』が『月曜ドラマシリーズ』で全8回で放送された。

## 物語
青森県下北地方と東京都築地周辺を舞台にしている。
本物語のヒロイン・北山なずなは、高校時代の先輩・村井健人と19歳で結婚する事になり、幸せの絶頂にいた。
しかし結婚式で婚約者の健人を別の女性に連れ去られてしまう。この騒動の後、なずなと健人の双方の家族が話し合い、2人がまだ入籍をしていなかった事もあり、
「この結婚はなかった事と思って諦めて欲しい」という事で話がおさまるはずであったが、なずなのお腹の中には健人の子供を宿している事が判明。その後、生まれた息子を「太陽」（たいよう）と名づけ、大切に育てていく。
やがて築地で健人を見たという2人の証言から、健人の後を追い、息子をつれて上京し築地で働くことになった。

## キャスト

### 北山家
北山 なずな（きたやま なずな）
演 - 田畑智子
この物語の主人公。19歳で村井健人と結婚するはずだったが、挙式の最中に健人が別の女性に連れ出され行方不明に…。その後に妊娠が判明し、一人で育てることを決意して男の子を出産。「太陽（たいよう）」と名付け、溺愛し一緒に暮らしている。
しかし、世間の母子家庭（シングルマザー）に対する偏見や生活・仕事の困難さ、父親との親子喧嘩など次々と苦しみが襲ってくるが、持ち前の「ガッツ」で乗り越えていく。
生活費を稼ぐため、学校の給食調理員の仕事と武蔵氷業のアルバイトを掛け持ちしている。
未だに村井健人のことが（太陽の父親以上の存在として）好きで気になっているが、正式に籍をいれるまでには踏み切れていない。現在は管理栄養士を目指して勉強中。
歴代朝ドラ作品で初めて髪を茶髪にしたヒロインである。
北山 太陽（きたやま たいよう）
演 - 篠田拓馬
なずなと健人の息子で、北山夫妻と譲二の孫。舷の甥。両親から愛されている。勉強もスポーツも非常によくでき、親孝行もできる「良い子」。ただ、母・なずなに気を遣うあまり、時に感情を爆発させてしまったり、病気（軽度の失声症と思われる）になってしまったこともあった。
父親の健人とは隣同士に住み、彼の勤めるボクシングジムに通ったりで「非常に近い関係」を保っているが、本当は親子3人一緒に暮らしたいと思っている。
同級生からは「太ちゃん」と呼ばれている。
北山 辰男（きたやま たつお）
演 - 伊東四朗
一家の大黒柱。なずなと舷の父。太陽の母方の祖父。「大間一のマグロ漁師」。
超頑固親父。なずなが「父なし子」を生むのに猛反対し、出産後もなずなに対して厳しい態度で接し続ける。誰に対しても（子であるなずなや舷・孫の太陽のみならず、『2002』では佐藤猛も）スパルタ主義で接し、口の利き方から礼儀まで徹底的に叩き込む。本当はなずな姉弟や太陽のことをとても心配しており、実は影では色々と力を貸している。
美空ひばりの「津軽のふるさと」がカラオケの十八番（おはこ）で、いつも譲二の店で歌っている。
北山 珠江（きたやま たまえ）
演 - 加賀まりこ
なずなと舷の母。太陽の祖母。
当初は辰男のなずな母子に対する接し方に反発していたが、やがて認めていく。それに伴い、自らも布団叩きを持って子供たちにバシバシと喝を入れることが多くなった。
普段は漁協婦人会で活躍している。非常に明るい性格のため、なずな親子が悩んだとき、何かと頼りにされている。
舷からは「お珠」、太陽からは「お珠ちゃん」と呼ばれている。
北山 舷（きたやま げん）
演 - 山崎裕太
なずなの弟。太陽の叔父。高校を中退したり、髪の毛を金髪に染めたりしてグレていた（1回青く染めたこともある）が、典子に恋をしてからは少しずつ変わり始める。
口は悪いが、なずなのことを心配する姉想いの一面もあり、甥の太陽もいたく可愛がっている。
最終的に心を入れ替え、髪を黒く染め、けじめをつけて漁師を目指すために辰男に弟子入りする。
村井 譲二（むらい じょうじ）
演 - 宝田明
なずなの（元）婚約者・村井健人の父親。（血縁上は）太陽の父方の祖父。本名は「村井権太郎」。母親がいない健人を男手一人で育て上げた。健人が婚約者のなずなに迷惑をかけてしまったことを申し訳なく思っており、なずな・太陽母子に必要以上に甘く接してしまう。
普段はカラオケスナック「メランコリー」を経営したり（ただし、3人+αしか客が来ないが）、青森カクテル協会会長として活動している。
かつてはミュージカルスターになることを夢見て三沢基地で通訳をしていたため、英語は堪能。欧米かぶれの金ピカ服を着ている。

### 利根川ボクシングジム
村井 健人（むらい けんと）
演 - 筒井道隆
この物語のキーパーソン。彼が、突如として婚約者の北山なずなの所から消えた所から物語は始まる。そして行き先は東京築地の「利根川ボクシングジム」。彼は念願の「チャンピオン」になるためにトレーニングを開始する。その後なずな達と再会し、息子「太陽」が生まれたことを知る。息子の存在を知った彼は、なずなに謝罪し自らは「日本チャンピオン」になるために励んでいく。そしてタイトルを獲得する。
ただ、日本チャンピオンの防衛戦に敗れてからは、肉体的・精神的に弱い部分を見せてしまい周りに当り散らす。その苦境を救ったのが息子・太陽だった。
現在は、利根川ジムのスカウトやトレーナーなどをしつつ、夜中は肉体労働もしている。
有名な運動選手で、根はまじめなため、太陽の「自慢の父親」ではあるが、関わった周りの女性（なずなや千代子など）には迷惑をかけ続けるにもかかわらず、彼女達から決して見捨てられないなど、今でいうヘタレのような性格。
『2002』では佐藤小雪と大恋愛をして再び大騒動を巻き起こす。
バズーカ 利根川（ バズーカ とねがわ）
演 - 渡辺哲
利根川ボクシングジムの会長。元日本チャンピオン。「村井健人」や「プリンス近藤」をチャンピオンに育てる。一時、ジムの経営状態の悪化から閉鎖まで追い込まれたが、現在は立ち直った。
娘の千代子にいい男が現れない事を心配している。
利根川 千代子（とねがわ ちよこ）
演 - 深浦加奈子
健人となずなの結婚式の当日、健人をさらって行った張本人。目的は「大好きな健人」にチャンピオンをとらせるためだった。なずながジムに現れてからもひたすら健人のために尽くし、一時はストーカー状態になってしまう。
その思いを振り切るために2年間アメリカに留学し、なずなと同じく管理栄養士を目指している。
昔は史彦に好かれて迷惑がっていたが、今では逆に彼女の方がお熱になり、史彦の東京妻になろうと画策している。
プリンス 近藤（プリンス こんどう）
演 - 赤坂晃
ボクシング界の貴公子。大金持ちのお坊ちゃまだが、イヤミな性格ではない。
あっという間に日本チャンピオンまで駆け上がり、世界を狙えるところまできていたがなぜか引退して結婚。かつては女性に非常にモテた（典子も彼が好きだった）。
利根川ジム再建後、自らの事業の傍ら、太陽たちのトレーナーとしても活躍している。
佐藤 猛（さとう たけし）
演 - 三宅健（『2002』のみ）
佐藤小雪の弟。両親を亡くし、姉とふたりきりで生活している。
途中でボクシングをやめたことを後悔して荒れている。姉の紹介で北山家に行き、根性を叩き直されることになる。
立ち直ると利根川ジムの門をたたく。

#### 武蔵氷業・巌流軒
宮川 武蔵（みやがわ むさし）
演 - 山本晋也
氷屋「武蔵氷業」の社長で会社の建物の隣に建てた喫茶「巌流軒」のオーナー。なずなをアルバイトとして雇っている。かなり人が良く、頼りなく見えるときがある。
自らの名の由来となった宮本武蔵を尊敬している。いつも江戸弁で話す。
宮川杏子（みやがわ きょうこ）
演 - 角替和枝
武蔵の妻。実質上、「武蔵氷業」を切り盛りしている。しっかりした性格で、頼りない夫を支える。通称「築地のヒラリー」。
なずな達の東京の親代わりもしている。
宮川 典子（みやがわ のりこ）
演 - 松尾れい子
武蔵と杏子の自慢の娘。大学病院に勤めている医師。愚痴ばかり言うなずなに対して「甘ったれてる」などの辛辣な言葉を投げ続け、物語のヒール役となっている。
本人は仕事はできるものの、生活力や人に対する思いやりはあまりなく、一時、母に家を追い出されてしまった。
キツい性格のため、父は「結婚できないのでは」と心配している。ただ、舷に好かれてはしゃいだり、プリンス近藤に恋心を抱いたこともあったことから「仕事一途、男性に興味なし」というわけではないらしい。
無法松（むほうまつ）
演 - 大仁田厚
武蔵氷業の従業員の一人。見た目は筋肉質で力も強いが、実は繊細な心の持ち主。加えて、高貴な家の出身だったことが兄の登場で明らかになる。
なずなに一目惚れし、恋心を抱くもフラれてしまう。ただ、その後も太陽のことは非常に可愛がっており、良き相談相手となっている。
趣味はあやとりで、イライラした時はこれで気を静めている。
『2002』では旅をしているが（連続テレビ小説時代のストーリー終盤に店を辞めて旅に出たという流れになっている）、演者の大仁田が国会議員に当選したための設定である。
春風 和夫（はるかぜ かずお）
演 - 三遊亭金時（現：5代目三遊亭金馬）
武蔵氷業の従業員の一人。仕事はできるが、少しボーとしているところがある。トメからは「いつも頭に春風が吹いている」とからかわれているが、あまり気づいていない楽天的性格。
飛田 トメ（ひだ トメ）
演 - 菅井きん
喫茶「巌流軒」の雇われママ。集まってくるみんなの悩み事やら恋路を聞いてアドバイスを送っている。自らも田中伝吉と恋に落ちたりもした。かっこいい男が好き。
『2002』では「病気」という設定になっているため、最初のシーン以外登場せず。

#### 勝どき小学校
高島 小百合（たかしま さゆり）（『2002』は旧姓・星 小百合〈ほし さゆり〉）
演 - あき竹城
なずなが勤める「勝どき小学校の給食調理室」で調理リーダー（栄養士）を務めている。日々完璧な仕事を目指し、なずな達を怒鳴り倒している。時には仕事ができない部下に向かって直接嫌味を飛ばすことも（彼女から面罵されることの多いなずなは、同じような境遇の同僚と小百合の陰口をよく言い合う）。
ただ、完璧な上司・小百合にも悩みがある。それは、仕事のことやこの年まで結婚できなかったこと。前向きな彼女はその日々の鬱積した思いを振り切るために、フラメンコ教室に通い、家でも踊りの練習をしてストレス発散していた。が、それでもどこか寂しい思いがあった。
偶然、小学校にやって来た高島勝太と運命的な出会いをし、駆け落ちまでして結婚（ただ、結婚3年目にして早くも飽き始めている）。
普段の仕事振りとオフの姿の「ギャップ」が凄かったり、フラメンコの騒音をめぐって近所（踊りを「土俵入り」と勘違いされて注意しに来るアパートの大家）と繰り広げられるやり取りなどで「笑い」を取るシーンが多く、物語上でのコメディ的役割も担っていた。
結婚後の姓は高島だが、『2002』では旧姓でテロップが記述されている。
弘田 吾朗（ひろた ごろう）
演 - 伊東貴明
太陽の担任の先生。母子家庭であるなずな母子を気にかけてフォローしている。

### その他の人々
高島 勝太（たかしま しょうた）
演 - 阿藤海 → 阿藤快（2002）
トラック運転手。大間で取れたマグロを築地市場まで運んでいる。
かなり一途な性格で思い込んだらまっすぐ進む。長年、お見合いに失敗し続けているのが悩みの種だったが、運命の人・星小百合と巡り合ったことで結婚。
結婚後も、しつこいぐらい彼女を愛している。見た目は日本風の夫婦だが、いわゆるバカップル（お互いに「ハニー」「ダーリン」と呼び合っている）。
雨宮 次郎（あまみや じろう）
演 - 草刈正雄
しばらくの間、なずな一家のアパートの隣に住んでいた有名化粧品会社社員。非常にハンサムなため、女性にモテまくり、そのために離婚された過去も持つ。元妻との間に娘が一人いて時々たずねてくる。
何でもできて、なずな一家にとって何かと頼りとなる存在だが、あまりに仲むつまじい為、一時太陽がなずなと雨宮が結婚すると勘違いしてしまうこともあった。
懐メロを口ずさんでいたり、部屋のなかはいつも散らかっていたりと外見と少しギャップがある。
田中 伝吉（たなか でんきち）
演 - 八名信夫
大間のマグロ漁師。いつもヘミングウェイを愛読している。
一時、飛田トメとただならぬ関係になってしまう（トメからは「フレッド」と呼ばれ、彼はトメを「キャサリン」と呼んで愛し合っていた）。
彼が仕事（経営指導）でキューバに行くことになり、関係が途絶えてしまった（演じる八名のスケジュールの都合による設定）。その上、出国後、彼の知らない所で、この不倫の恋を妻にも感づかれてしまう。
万理小路 史彦（までのこうじ ふみひこ）
演 - 中条きよし
無法松の兄。関西の大学で古典を教えていた大学教授だったが、弟を探すために上京。偶然、立ち寄った「利根川ジム」でボクシングに興味を持ち、住み込みで働くことになり、あっという間にボクシングのことを覚えてしまい、レフェリーとして活躍。ジムの屋台骨を支えている。
元学者らしく源氏物語などを物のたとえに出して説明するのがうまい。
吉本 順之助（よしもと じゅんのすけ）
演 - 三遊亭金馬
小百合が住むアパートの大家。騒音を撒き散らすなど周りに迷惑をかける小百合に苦情を言いに行くが、逆に騒動に巻き込まれてしまう。
佐藤 小雪（さとう こゆき）
演 - 菊川怜（『2002』のみ）
佐藤猛の姉。青森県岩木町のりんご農家。りんごを愛しみ、育てている。両親を亡くしており、猛とふたりきりで暮らしている。弟に手を焼いているが、本当は可愛くてしかたない。猛には「ボクシングを続けてほしい」と思っている。
猛をスカウトしに訪ねてきた村井健人と知り合い、互いに恋に落ちる。
ペルシャ
演 - 山口もえ
緑川 達也（みどりかわ たつや）
演 - 片岡鶴太郎
パンサー 山岡（- やまおか）
演 - 坂本博之
増田 友子（ますだ ともこ）
演 - 今井陽子
渡辺 太郎（わたなべ たろう）
演 - 秋山昌徳
西原 良夫（にしはら よしお）
演 - 菅原隆一
佐久間 ゆうこ（さくま ゆうこ）
演 - 芥川貴子
上田 チカ（うえだ チカ）
演 - 田村たがめ
島 広太郎（しま こうたろう）
演 - 榎洋之
木原 元彦（きはら もとひこ）
演 - 吉武怜朗
杉原 俊太（すぎはら しゅんた）
演 - 中根大樹
元彦パパ（もとひこ）
演 - 泉拓允
俊太パパ（しゅんた）
演 - 飯田邦彦
良夫ママ（よしお）
演 - 柴田理恵
田中 ヨシ子（たなか ヨシこ）
演 - 高柳葉子
伊藤晴子（いとう はるこ）
演 - 江口由起
藤崎 由美子（ふじさき ゆみこ）
演 - 藤崎莉佳
菅原（すがわら）
演 - 椎名泰三
宍戸（ししど）
演 - 石沢徹
小島（こじま）
演 - 十日市秀悦
勇（いさむ）
演 - 篠崎弘明
良太（りょうた）
演 - 千田慶樹
洋一（よういち）
演 - 今津壮太
浩（ひろし）
演 - 浜尾幸滋
和也（かずや）
演 - 沼田和紘
林トレーナー（はやし）
演 - 森英孝
レフリー
演 - 森田健
宅配人
演 - 利倉正親
その他
演 - 藤井章満、新井量大、喜多道枝、星野晶子、恩田恵美子

## スタッフ
- 作 - 内舘牧子[12]
- 音楽 - 本間勇輔[1][4]
- テーマ演奏 - チェコ・フィルハーモニー室内管弦楽団
  - ギター演奏 - 木村大（『2002』）
  - 劇中で『マイ・ウェイ』や『津軽のふるさと』を歌唱するシーンがある他、『となりのトトロ』が使用されるシーンも存在する。但し、劇中のオリジナル楽曲は全てインストゥルメンタルとなっており、2015年現在、東京制作の作品でオリジナル楽曲が全てインストゥルメンタルになっている最後の作品となっている（大阪の作品を含めると、2010年度下半期の『てっぱん』も該当する）。
- 語り - 久保純子アナウンサー（連続テレビ小説）、膳場貴子アナウンサー（『2002』）
- 副音声解説 - 関根信昭
- 予告編解説 - 柘植恵水アナウンサー、村上里和アナウンサー
- 医事指導 - 加我君孝、中村毅志夫
- 漁業指導 - 濱端広文
- 学校給食指導 - 足立己幸
- ボクシング指導 - 鈴木眞吾
  - ボクシング補助 - 日本体育大学ボクシング部、東海大学ボクシング部
- 青森ことば指導 - 高柳葉子
- 撮影協力 - 青森県、青森県大間町、東京都、東京氷組合、日本体育大学ボクシング部、東海大学ボクシング部
- 制作統括 - 諏訪部章夫（連続テレビ小説）、家喜正男（『2002』）
- 制作 - 家喜正男、越智篤志（『2002』）
- 美術 - 山口類児、室岡康弘、服部正子
- 技術 - 大沼雄次、渡辺秀男
- 音響効果 - 島津楽貴、野村知成、若林宏
- 編集 - 阿部格
- 撮影 - 清水昇一郎、森本祐二
- 照明 - 佐野清隆、吉本和信
- 音声 - 冨沢裕、佐野清己、鈴木克明、上村悦也
- 映像技術 - 中野朗、中寺貴史、斎藤伸介、倉又信久
- 美術進行 - 吉沢隆、小山隆、古賀洋太郎、佐藤綾子
- 演出 - 柴田岳志、鈴木圭、伊勢田雅也 / 吉永証、井上剛
- 演出（『2002』） - 柴田岳志、大友啓史 / 勝田夏子

## 放送日程
| 週 | 回数      | 放送日            | 演出       |
| -- | --------- | ----------------- | ---------- |
| 1  | 1 - 6     | 4月03日 - 4月08日 | 柴田岳志   |
| 2  | 7 - 12    | 4月10日 - 4月15日 |            |
| 3  | 13 - 18   | 4月17日 - 4月22日 |            |
| 4  | 19 - 24   | 4月24日 - 4月29日 |            |
| 5  | 25 - 30   | 5月01日 - 5月06日 |            |
| 6  | 31 - 36   | 5月08日 - 5月13日 |            |
| 7  | 37 - 42   | 5月15日 - 5月20日 | 伊勢田雅也 |
| 8  | 43 - 48   | 5月22日 - 5月27日 |            |
| 9  | 49 - 54   | 5月29日 - 6月03日 |            |
| 10 | 55 - 60   | 6月05日 - 6月10日 |            |
| 11 | 61 - 66   | 6月12日 - 6月17日 | 吉永証     |
| 12 | 67 - 72   | 6月19日 - 6月24日 |            |
| 13 | 73 - 78   | 6月26日 - 7月01日 |            |
| 14 | 79 - 84   | 7月03日 - 7月08日 | 吉永証     |
| 15 | 85 - 90   | 7月10日 - 7月15日 |            |
| 16 | 91 - 96   | 7月17日 - 7月22日 |            |
| 17 | 97 - 102  | 7月24日 - 7月29日 |            |
| 18 | 103 - 108 | 7月31日 - 8月05日 |            |
| 19 | 109 - 114 | 8月07日 - 8月12日 |            |
| 20 | 115 - 120 | 8月14日 - 8月19日 |            |
| 21 | 121 - 126 | 8月21日 - 8月26日 |            |
| 22 | 127 - 132 | 8月28日 - 9月02日 |            |
| 23 | 133 - 138 | 9月04日 - 9月09日 |            |
| 24 | 139 - 144 | 9月11日 - 9月16日 |            |
| 25 | 145 - 150 | 9月18日 - 9月23日 |            |
| 26 | 151 - 156 | 9月25日 - 9月30日 |            |

## 総集編
- 第1回「お父さん、太陽だよ!お父さんにそっくりだよ!」
- 第2回「ぼくがお父さんのこと聞いたって、お母さんには内緒だよ」
- 第3回「いい子だ。鼻っ柱強いけどの」
- 最終回「ありがとう、なずな……全部」